# Americo Giuliani
Americo Giuliani, o più raramente Amerigo (Rosciolo dei Marsi, 2 gennaio 1888 – Roma, 7 marzo 1922), è stato un poeta italiano.

## Biografia

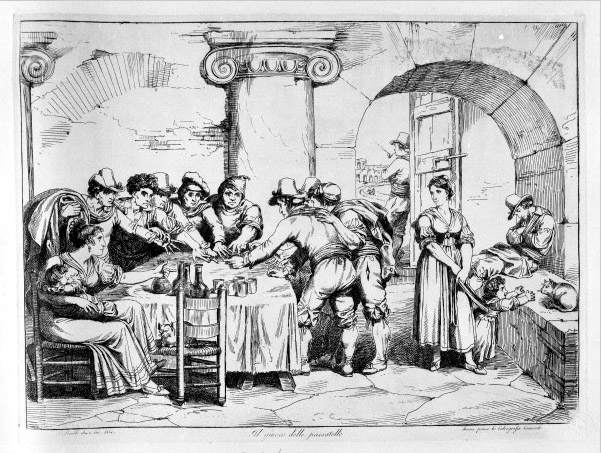
Il gioco della passatella in un'incisione di Bartolomeo Pinelli del 1831

Giuliani nacque a Rosciolo dei Marsi, frazione del comune di Magliano de' Marsi (in provincia dell'Aquila), nel 1888. Trasferitosi a Roma e impiegato in un botteghino del lotto, compose canzoni (versi e musica)
e poesie romanesche, spesso patetiche e di presa facile e immediata.
Una di queste, il monologo Er fattaccio, con il celebre incipit: 
«Sor delegato !.. io nun so' un bojaccia!»,
raggiunse vasta fama e fu interpretato, sempre richiesto e gradito dal pubblico del varietà e dell'avanspettacolo, da celebri attori romani: da Alfredo Bambi, che lo portò per primo al successo, al più recente Gigi Proietti.
Sempre da Er fattaccio, nel 1952, fu tratto un film omonimo, diretto da Riccardo Moschino e interpretato da Marisa Merlini, Otello Toso, Carlo Tusco e altri. 
Un altro suo monologo, La passatella,
fu il cavallo di battaglia dell'attore Brugnoletto.
Altre composizioni: Lo schiaffo, L'orloggio. Suo è anche l'inno patriottico Il Canto dei mutilati.
Malato di tubercolosi, 
morì, in giovane età, a trentaquattro anni, nel 1922.